# Арчевиа
Арчевиа (итал. Arcevia) — город в Италии, расположен в области Марке, подчинён административному центру Анкона (провинция).

## Расположение и население
Население составляет 4 518 человек (на 2017), плотность населения — 35,21 чел./км². Город занимает площадь 128,33 км². Расположен на холме с видом на долины рек Мисы и Невола, примерно в 50 км (в 31 миле) к юго-западу от провинциальной и региональной столицы, Анкона

## Другое
Почтовый индекс — 60011. Телефонный код — 00731.

## Праздники и традиции
Покровителем города считается Медард Нуайонский (San Medardo). Праздник города ежегодно празднуется 8 июня.

## Известные жители
- Лудовико Бертонио — миссионер, иезуит, создатель грамматики и языка Аймара;